# Deviance Information Criterion
In der Statistik ist das Devianz-Informationskriterium, auch Deviance Information Criterion, kurz DIC ein Maß (Kriterium) für den Vorhersagefehler eines Modells.
Diese Maßzahl ist ein Informationskriterium und gehört in das Umfeld der bayesschen Methode für Modellvergleiche. Je kleiner das Devianz-Informationskriterium, desto besser ist die Modellpassung. Das Devianz-Informationskriterium kann als bayessche Entsprechung des Akaike-Informationskriteriums betrachtet werden.
Bei der Bewertung zweier Modelle mit unterschiedlichen Devianz-Informationskriterien gilt sehr grob formuliert: Bei Unterschieden größer als 10 ist das Modell mit dem höheren Devianz-Informationskriterium definitiv schlechter, Unterschiede zwischen 5 und 10 sind substanziell, bei Unterschieden kleiner als 5 und deutlich unterschiedlichen Modellformulierungen kann es nötig sein, beide Modelle in Betracht zu ziehen.